# Мързел
Мързел или леност е състояние или психологическо отношение към нещата на нежелание за вършене на дейност или за някакъв вид активност и желание за отдаване на почивка и отмора. Когато това е извън времето за отдих, има негативен и пейоративен смисъл, особено ако описва цялостно отношение към нещата и когато отсъства желание за извършване на труд, независимо че човек физически е напълно способен да извършва определени дейности. Мързел може да бъде и определение за човек (жаргонно).
Понякога мързелът е следствие и признак на депресия и представлява нежеланието на човек да се бори и да преодолява трудностите, както и липсата на волево усилие. Или може да бъде резултат от преумора и необходимост на организма за почивка. Един и същ човек понякога може да е мързелив, а понякога работлив.
Често мързеливият човек се противопоставя на работливия. Традиционно мързелът се разглежда като порок, като недостатък. В „Божествена комедия“ на Данте Алигиери лентяите са в 5-ия кръг на ада. Обратно на това трудът е разглеждан като добродетел (особено в българската литература, вж например Елин Пелин). Това също е отразено и в народни поговорки, фаворизиращи работата пред безделието, като „За лудо работи, за лудо не стой“, „Луд умора няма, само се поти“.
Според някои теории обаче мързелът, съчетан с иновативност, е предпоставка за прогреса и технологичната революция. Оттук и изразът „Мързелът е двигател на прогреса“. Пример за това може да бъде обработката на земята с багер, вместо с лопата или с трактор и прикачен инвентар вместо рало. Като цяло много от съвременните придобивки, особено за дома (като пералнята например), са разработени, защото хората не са искали да полагат толкова усилия (да перат дрехите на ръка или да извършват друга уморителна и трудоемка дейност) и са свързани с улеснение и съкращаване и улесняване на извършването на определена дейност.
Айнщайн казва, че е безпредметно да се работи непрекъснато, човек трябва да спре и да има време да съзерцава природата и да мисли. Въпреки негативния смисъл, който се влага в думата, мързелът може да бъде и много продуктивен.
Биолог-еволюционният биолог Джон Медина твърди, че мързелът е свързан с нашата генетика и го разглежда като естествен механизъм за регулиране на дейност като будилник. Този „будилник“ е график за почивка и активност и ни изпраща сигнали. А самата програма алармата е включена в гените.
В психологията мързел е отсъствие на мотивация и воля. Има и предположение, че степента му при даден човек може да е зададена генетично и се свързва също така с нерешителност, страх и други негативни чувства. Ако не е предизвикан от сериозни психологични проблеми, той се лекува с организация, възпитание и самовъзпитание, и се преодолява с повишаване на мотивацията.